# Julius Brück
Julius Brück (* 20. August 1859 als Gyula Brück in Nagykőrös; † 9. September 1918 in Debrecen) war ein ungarischer Musikpädagoge und Komponist der Romantik.

## Leben und Werk
Brück wuchs in Nagykőrös auf und besuchte das dortige Gymnasium. Nach dem Schulabschluss arbeitete er zunächst als Klavierlehrer im Ort. Während dieser Zeit begann er, leichte Stücke für seine Schüler zu komponieren. Die  Ungarischen Tänze waren seine ersten größeren Werke, die seinen Namen bekannt machten. Brück ging nach Deutschland, um bei Hugo Riemann, Carl Reinecke, Salomon Jadassohn und Cyrill Kistler Musik zu studieren. Seine Musik erregte in Ungarn einige Aufmerksamkeit, so dass er 1896 auf Vorschlag von Kornél Ábrányi ausgewählt wurde, die frei gewordene Stelle für Komposition und Klavier an der Städtischen Musikakademie in Debrecen zu übernehmen. Dort war er über zwanzig Jahre lang bis zu seinem Tod tätig und in dieser Zeit schrieb er seine wichtigsten Kompositionen und pädagogischen Werke. Seine Werke fanden zunehmend auch im Ausland Beachtung und wurden in Wien, Berlin und Leipzig aufgeführt. Der Pianist Emil Sauer nahm die sieben Konzertetüden (op. 40) von Brück erfolgreich in sein Konzertrepertoire auf und sie wurden auf dessen Wunsch von dem Verlag Bosworth in London veröffentlicht. Weiterhin arbeitete Brück auch auf dem Gebiet der Musikwissenschaft und verfasste mehrere Abhandlungen und Studien. In Anerkennung seiner erfolgreichen Arbeit als Musikpädagoge wurde er auf Empfehlung von Jenő Hubay zum Mitglied der Ungarischen Musikpädagogischen Gesellschaft gewählt. 
Brück veröffentlichte insgesamt ungefähr siebzig Werke, darunter Klavieretüden, sieben Hefte Ungarische Tänze für Klavier zu vier Händen, Ungarische Rhapsodien, drei Streichquartette sowie Stücke für Violine wie Cello mit Klavierbegleitung. Daneben schrieb er auch programmatische Musik wie Alföldi zeneképek, ein Tongemälde zur ungarischen Tiefebene. Seine veröffentlichten Werke finden sich heute in der Sammlung des Déri-Museums in Debrecen.

## Schriften
- A zene elmélet kézi könyve kérdésekben és feleletekben. Városi Nyomda, Debrecen 1899.
- Zenei alaktan, zeneköltészettan – zeneiskolák, tanítóképzők és a magántanulás számára. Lampel, Budapest 1907.
- Összhangzattanra előkészítő gyakorlatias zeneelméleti kézikönyv kérdésekben és feleletekben. Wodianer, Budapest 1911.